# Chris Warren Jr.
Chris Warren Jr. (* 15. ledna 1990, Indianapolis, Indiana, Spojené státy americké) je americký herec, který se proslavil hlavně rolí Zekeho Baylora ve filmech Muzikál ze střední.

## Životopis
Warren se narodil v Indianapolis v Indianě, otci Christopherovi Warren Sr. a herečce Brook Kerr, které bylo v době porodu 16 let. Jeho nevlastní bratr má stejné jméno, ale užívá ho jako Christopher.

## Kariéra
První role přišla s filmem Láska a basket v roce 2000. Během let 2004 až 2005 hrál roli Jimmyho Ramíreza v telenovele Báječní a bohatí. Zahrál si také v seriálech Just Jordan nebo Zoey 101. Zlom v kariéře nastal s rolí Zekeho ve filmech Muzikál ze střední, Muzikál ze střední 2 a Muzikál ze střední 3: Maturitní ročník. Hostující roli si zahrál v seriálu Hodně štěstí, Charlie. V roce 2017 si zahrál hlavní roli ve filmu (Romance) In the Diginal Age. V roce 2018 se připojil k obsazení seriálu stanice ABC Grand Hotel.

## Filmografie
| Film            | Film                                   | Film                | Film                              |
| Rok             | Název                                  | Role                | Poznámky                          |
| --------------- | -------------------------------------- | ------------------- | --------------------------------- |
| 2000            | Láska a basket                         | Kelvin              |                                   |
| 2000            | Ten nejlepší                           | mladý Carl Brashear |                                   |
| 2000            | Shoe Shine Boys                        | svědek              |                                   |
| 2005            | Americká zbraň                         | Marcus              |                                   |
| 2008            | Muzikál ze střední 3: Maturitní ročník | Zeke Baylor         |                                   |
| 2009            | Alvin a Chipmunkové 2                  | Xander              |                                   |
| 2017            | (Romance) In the Digital Age           | Marcellus Roberts   |                                   |
| Televizní filmy |                                        |                     |                                   |
| Rok             | Název                                  | Role                | Poznámky                          |
| 2006            | Muzikál ze střední                     | Zeke Baylor         |                                   |
| 2007            | Muzikál ze střední 2                   | Zeke Baylor         |                                   |
| 2008            | Přepadení z hlubin                     | James Piersall      |                                   |
| Televize        |                                        |                     |                                   |
| Rok             | Název                                  | Role                | Poznámky                          |
| 1999            | Becker                                 | Rob                 | díl: „He Said, She Said“          |
| 2004            | Báječní a bohatí                       | Jimmy Ramirez       | 4 díly                            |
| 2005            | Zoey 101                               | Darrell             | díly: „Webcam“ a „Spring Fling“   |
| 2005            | Neslavná                               |                     | díl: „The Balancing Act“          |
| 2005            | The Bernie Mac Show                    | Jason               | díl: „What Would Jason Do?“       |
| 2007            | Just Jordan                            | Critter             | díl: „Critter Is Buggin“          |
| 2010–2011       | Těžký časy RJ Bergera                  | Patterson           | vedlejší role                     |
| 2011            | Hodně štěstí, Charlie                  | Justin              | díly: „Havaj (část 1) & (část 2)" |
| 2012            | The Inbetweeners                       | Darius Hill         | díl: „The Masters“                |
| 2015            | The Fosters                            | Ty Hensdale         | 8 dílů                            |
| 2019            | Grand Hotel                            |                     | hlavní role                       |